# Esra Bilgiç
Esra Bilgiç (* 14. Oktober 1992 in Ankara) ist eine türkische Schauspielerin. Bekanntheit erlangte sie durch die Fernsehserie Diriliş Ertuğrul.

## Leben und Karriere
Bilgiç wurde am 14. Oktober 1992 in Ankara geboren. Ihren Durchbruch hatte sie 2014 in der Fernsehserie Diriliş: Ertuğrul. 2018 verließ Bilgiç die Serie. Anschließend trat sie in Bir Umut Yeter auf. 2022 spielte sie in dem Film Adanış Kutsal Kavga. Ihre nächste Hauptrolle bekam sie in Ramo.
Zwischen 2021 und 2022 spielte sie in Kanunsuz Topraklar mit. März 2022 tauchte Bilgiç in der Werbung Love Cloud von Victoria’s Secret auf.

## Privates
2017 heiratete Bilgiç den türkischen Fußballspieler Gökhan Töre.  2019 ließ sich das Paar scheiden.

## Filmografie
Filme
- 2022: Adanış Kutsal Kavga
- 2023: Atatürk 1881 – 1919

Serien
- 2014–2018: Diriliş Ertuğrul
- 2018: Bir Umut Yeter
- 2020–2021: Ramo
- 2021–2022: Kanunsuz Topraklar

## Auszeichnungen
- 2014: Antalya TV Awards in der Kategorie „Beste Schauspielerin in einer Serie“
- 2015: Sosyal Farkındalık Ödülleri in der Kategorie „Beste Schauspielerin in einer Serie“[7]
- 2015: Sadri Alışık Ödülleri in der Kategorie „Beste Schauspielerin“
- 2016: Anadolu Media Ödülleri in der Kategorie „Beste Nebendarstellerin in einer Serie“[8]
- 2016: Türkiye Gençlik Ödülleri in der Kategorie „Beste Schauspielerin“